# Wernarz
Wernarz ist ein Gemeindeteil der Stadt Bad Brückenau im unterfränkische Landkreis Bad Kissingen in Bayern.

## Geographie
Das Pfarrdorf Wernarz liegt am linken Ufer der Sinn auf 290 m ü. NHN Durch den Ort führt die Staatsstraße 2289 von Rupboden nach Bad Brückenau. Die Gemarkung von Wernarz zieht sich im Südosten bis fast an den Dreistelzberg (660 m). Im Nordosten ist Wernarz mit dem Staatsbad Brückenau baulich verwachsen. Auf der gegenüberliegenden Seite der Sinn befindet sich der Zeitlofser Ortsteil Eckarts und dahinter verläuft die Landesgrenze zu Hessen. In Wernarz entspringt die Wernarzer Quelle. Ein Drittel des geschlossenen Dorfes Wernarz befindet sich auf der Gemarkung von Rupboden. Am Ortsrand verlief bis 2016 die Trasse der Bahnstrecke Jossa–Wildflecken.

## Geschichte
Wernarz wurde 1454 als Siedlung eines Mannes mit dem Namen Wernher genannt. Im Jahr 1939 wurde die bis dahin selbstständige Gemeinde Wernarz nach Brückenau eingegliedert.